# Kostel svatého Václava a Božího Těla
Římskokatolický filiální Kostel svatého Václava a Božího Těla v Křečhoři na Kolínsku leží na severním okraji obce při cestě na Kamhajek. Je chráněn jako kulturní památka České republiky.

## Historie
První záznamy ke kostelu pochází z počátku 14. století. Nejpozději od r. 1350 byl kostelem farním. První známý farář zemřel v roce 1363 a kostel se v době husitských válek stal utrakvistickým. V letech 1626–1682 byl, a od 1. ledna 2005 opět je filiálním kostelem kolínské farnosti. V roce 1818 byl opravován, ale již v roce 1846 byl zbořen. Stavba nového kostela probíhala v letech 1846–1848 v empírovém stylu. Nový kostel ke cti Božího Těla byl posvěcen 17. září 1848. Další opravy proběhly v roce 1930, při nich byly odkryty původní gotické detaily. Do roku 1948 byl uváděn jako kostel sv. Václava.

## Popis
Dobové dokumenty popisují původní gotický kostel jako malý, neúhledný, zvony visely v dřevěné zvonici a byl bez věže. Na průčelí zdi kněžiště stál z kamene vytesaný kříž s letopočtem 1318, zdi měl vyzdoben starobylými nápisy biblických textů.
Současný kostel je jednolodní, obdélný s pravoúhlým kněžištěm a hranolovou věží nad západním průčelím. Z původní gotické stavby se zachovaly stěny kněžiště s bosovanými nárožími a stěny lodi s úzkými zazděnými gotickými okny a pravoúhlým zazděným vstupním portálem v jižní stěně. Západní průčelí, půlkruhová okna a fasády jsou empírové. Západní průčelí je ozdobeno pilastry a ukončeno trojúhelníkovitým štítem. Původní vstupní portál ze západního průčelí byl přenesen do kaple sv. Anny v Chocenicích, kde byl druhotně osazen. V západní části lodi je vestavěna empírová kruchta.
Kněžiště je sklenuto českou plackou, triumfální oblouk je půlkruhový, loď má plochý strop. V kněžišti nynějšího kostela jsou po straně evangelijní sedilie z první poloviny 14. století. Výklenek je 0,48 m nad podlahou, 0,46 metru hluboký a 2,46 metru dlouhý. Rozdělený je dvěma pilířky, které mají nohy (patky) a hlavice římsované. Hlavice krajních pilířků jsou ve spodní polovině obloženy listovím. O něco dále k oltáři je výklenek metr nad zemí o rozměrech 0,83 × 1,26 metru.
Zařízení kostela je většinou novorenesanční s oltářem z roku 1892. Varhany pochází z roku 1822 od Josefa Gartnera.